# Ребіана
Ребіана (або Рабіана, араб. موزي) — оаза в Лівійській пустелі у районі Ель-Куфра Лівії, приблизно за 120 км на захід від Ель-Таг.
З одного боку оаза, в якій є багато пальм і дерев манго, є солоне озеро й ланцюг пагорбів; з іншого боку є піщані дюни. На північній околиці оази є село та завія. Корінні мешканці є представниками народу тубу.